# Taron-Sadirac-Viellenave
Taron-Sadirac-Viellenave is een gemeente in het Franse departement Pyrénées-Atlantiques (regio Nouvelle-Aquitaine) en telt 197 inwoners (1999). De plaats maakt deel uit van het arrondissement Pau.

## Geografie
De oppervlakte van Taron-Sadirac-Viellenave bedraagt 14,1 km², de bevolkingsdichtheid is 14,0 inwoners per km².
De onderstaande kaart toont de ligging van Taron-Sadirac-Viellenave met de belangrijkste infrastructuur en aangrenzende gemeenten.

## Demografie
Onderstaande figuur toont het verloop van het inwonertal (bron: INSEE-tellingen).